# Antonia Campi
Antonia Campi (Sondrio, 12 novembre 1921 – Chiavari, 17 ottobre 2019) è stata una designer italiana.

## Biografia
Frequentò il Collegio delle Fanciulle e in seguito i corsi dell'Accademia di Brera, diplomandosi nel 1947 in scultura con il maestro Francesco Messina. Nello stesso anno fu assunta come operaia dalla Società Ceramica Italiana di Laveno, dove rimarrà, ricoprendo negli anni prestigiosi incarichi, fino al 1978.
Guido Andlovitz, direttore artistico dell'azienda, ne apprezzò ben presto le doti e le offrì la possibilità di incominciare a cimentarsi con la ceramica. Antonia Campi operò fin dall'inizio in diversi settori dell'azienda, progettando articoli di fantasia, oggetti di serie limitate, pezzi unici, per la cui realizzazione usò prevalentemente la terraglia forte ma anche la porcellana.
Succeduta nel 1962 a Guido Andlovitz nella direzione della SCI, dal 1971 diresse il Centro Artistico unificato della SCI e della Richard-Ginori  e in seguito il Centro Design della Pozzi-Ginori, nato dal nuovo assetto societario. In questo ruolo assunse il compito di seguire l'intera produzione dell'azienda: servizi da tè e caffè, vasi, piatti, soprammobili ai sanitari e alla rubinetteria.
Dal 1978 si dedicò alla libera professione, sperimentando settori di progettazione diversi, dal vetro al metallo, fino ai gioielli.
Nel 2011 venne premiata con il conferimento del Compasso d'Oro alla Carriera.